# Tauste
Tauste ist eine spanische Gemeinde in der Provinz Saragossa der Autonomen Region Aragonien. Tauste liegt in der Comarca Cinco Villas. Die am linken Ufer des Río Arba nahe der Mündung in den Ebro gelegene Stadt zählte 6.817 Einwohner (Stand: 2024).

## Geschichte
Tauste ist erstmals in der Maurenzeit im 8. Jahrhundert nachweisbar. Im Jahr 1105 erfolgte die Eroberung durch Alfons I. (Aragón). Im 14. Jahrhundert wurde der Kanal von Tauste erbaut. Nach 1954 erfolgte die Besiedelung der Bardenas (Plan Bardenas) mit den neuen Dörfern Sancho Abarca und Santa Engracia.
Während des Bürgerkrieges gab es nordwestlich Taustes einen Feldflugplatz, den neben nationalspanischen und italienischen Einheiten auch Teile der deutschen Legion Condor nutzten. Hier lag bis Mai 1938 ein Teil der Dornier Do 17 „Bacalao“ der Aufklärungsstaffel 88 (A/88), während der Rest im nahen Buñuel 20 km lag. Die Reste der Gruppe kehrten nach der Ebroschlacht im November 1938 für einen Monat zur Regeneration zurück nach Tauste. Mit Beginn der letzten Katalonien-Offensive der Francotruppen wurde die Mehrzahl der Maschinen ins benachbarte Buñuel verlegt. Die letzten Exemplare im Januar 1939 wurden ins eroberte Sabadell transferiert.

## Bevölkerungsentwicklung
| 1900  | 1920  | 1940  | 1960  | 1981  | 1990  | 1995  | 1998  | 1999  | 2000  | 2001  | 2002  | 2003  | 2004  | 2005  | 2006  |
| ----- | ----- | ----- | ----- | ----- | ----- | ----- | ----- | ----- | ----- | ----- | ----- | ----- | ----- | ----- | ----- |
| 4.630 | 5.781 | 6.214 | 6.634 | 7.048 | 7.212 | 7.030 | 6.998 | 6.977 | 6.932 | 6.978 | 7.207 | 7.247 | 7.289 | 7.412 | 7.503 |

## Sehenswürdigkeiten

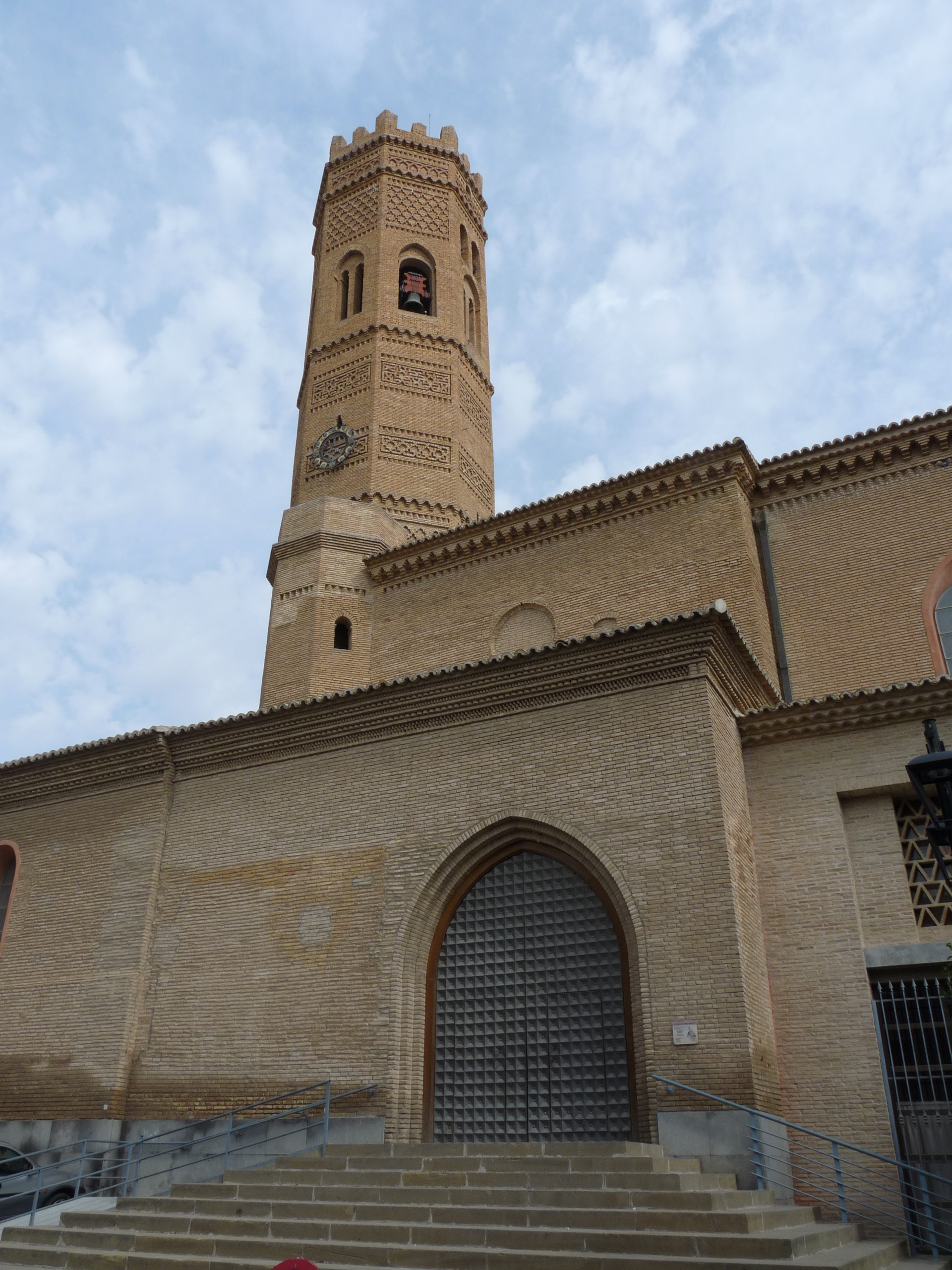
Mudéjarturm der Pfarrkirche Santa María

- Kirche Santa Maria mit einem Mudéjarturm, einem Barockaltar und einem Renaissancealtar
- Kirche San Antón
- Kirche San Miguel

## Städtepartnerschaften
- Espalion in der Region Okzitanien (Frankreich)